# Prairie Ridge
Prairie Ridge és una concentració de població designada pel cens dels Estats Units a l'estat de Washington. Segons el cens del 2000 tenia 11.688 habitants.

## Demografia
Segons el cens del 2000, Prairie Ridge tenia 11.688 habitants, 3.902 habitatges, i 3.109 famílies. La densitat de població era de 1.059,3 habitants per km².
Dels 3.902 habitatges en un 47,3% hi vivien nens de menys de 18 anys, en un 64,4% hi vivien parelles casades, en un 9,3% dones solteres, i en un 20,3% no eren unitats familiars. En el 13,7% dels habitatges hi vivien persones soles el 3,4% de les quals corresponia a persones de 65 anys o més que vivien soles. El nombre mitjà de persones vivint en cada habitatge era de 3 i el nombre mitjà de persones que vivien en cada família era de 3,29.
Per edats la població es repartia de la següent manera: un 33,2% tenia menys de 18 anys, un 6,3% entre 18 i 24, un 36,9% entre 25 i 44, un 17,8% de 45 a 60 i un 5,8% 65 anys o més.
L'edat mediana era de 32 anys. Per cada 100 dones de 18 o més anys hi havia 101,8 homes.
La renda mediana per habitatge era de 52.367 $ i la renda mediana per família de 55.158 $. Els homes tenien una renda mediana de 42.287 $ mentre que les dones 29.121 $. La renda per capita de la població era de 19.491 $. Aproximadament el 5,1% de les famílies i el 5,5% de la població estaven per davall del llindar de pobresa.

## Poblacions més properes
El següent diagrama mostra les poblacions més properes.